# Creation/Destruction
Creation/Destruction (estilizado como Creation | Destruction) es el segundo álbum de estudio de la banda estadounidense de metalcore Fit for a King. Fue lanzado el 12 de marzo de 2013 a través de Solid State Records y fue producido por Andreas Magnusson. El álbum cosechó éxito comercial y recibió críticas positivas.
En la semana del 30 de marzo de 2013, según las listas de Billboard, Creation/Destruction se ubicó en el puesto 175 del Billboard 200, en el 17 de la lista de álbumes cristianos, en el 43 de la lista de álbumes de rock, en el 6 de la lista de álbumes de hard rock y en el 3 de la lista de álbumes Heatseekers. El álbum vendió más de 3100 copias en su primera semana de ventas.

## Lista de canciones
| N.º | Título                           | Duración |  |
| 1.  | «Creation»                       | 0:29     |  |
| 2.  | «Warpath»                        | 3:15     |  |
| 3.  | «Hollow King (Sound of the End)» | 3:35     |  |
| 4.  | «Broken Fame»                    | 3:19     |  |
| 5.  | «Bitter End»                     | 3:17     |  |
| 6.  | «Skin & Bones»                   | 3:56     |  |
| 7.  | «The Resistance»                 | 4:15     |  |
| 8.  | «Identity»                       | 3:04     |  |
| 9.  | «The Lioness»                    | 3:20     |  |
| 10. | «Eyes to See»                    | 3:02     |  |
| 11. | «Destruction»                    | 3:26     |  |

## Posicionamiento en lista
| Lista (2013)                            | Posición |
| --------------------------------------- | -------- |
| Estados Unidos (Billboard 200)          | 175      |
| Estados Unidos (Christian Albums)       | 17       |
| Estados Unidos (Top Hard Rock Albums)   | 6        |
| Estados Unidos (Top Heatseekers Albums) | 3        |
| Estados Unidos (Top Rock Albums)        | 43       |

## Personal
Fit for a King
- Ryan Kirby – voz gutural
- Bobby Lynge – guitarras, coros
- Justin Hamra – guitarras
- Aaron "Olan" Kadura – bajo
- Jared Easterling – batería, voz aguda